# 山田屋大助
山田屋 大助（やまだや だいすけ、寛政2年（1790年） - 天保8年7月5日（1837年8月5日））は、江戸時代後期の一揆指導者。

## 経歴・人物
摂津能勢郡山田村の出身の人物。のち大坂に移り、西横堀斉藤町（現：大阪市西区）で薬種商を営む傍ら武術を教える。
天保年間は全国的に凶作が続き農民は飢饉に苦しんでいた（天保の大飢饉）。また、各地で百姓一揆が多発していた。大助は天保8年（1837年）の大塩平八郎の乱に影響を受け、同年7月3日、能勢郡今西村（現：大阪府豊能郡能勢町今西）で、同志数人と共に米穀の均分支給と徳政令の発布を求めて一揆におよんだ（能勢一揆、能勢騒動）。集まった農民は1000人以上にもおよんだ。
一揆勢は当初京を目指したが、幕府側により察知されたため中山峠から杉生、上左曽利を経由し西に向かった。3日目には、左曽利村から木器村（現：兵庫県三田市木器）にいたり、興福寺に逃げ込んだ。三田藩の砲撃により同志が次々と倒れる中、大助は自ら割腹し自害する。享年48。
こうした大塩平八郎の乱に呼応した一揆の例としては、他に越後柏崎で起きた生田万の乱などが挙げられる。